# Сен-Поль-де-Варс
Сен-Поль-де-Варс (фр. Saint-Paul-de-Varces) — коммуна во Франции, находится в регионе Рона — Альпы. Департамент коммуны — Изер. Входит в состав кантона Пон-де-Кле. Округ коммуны — Гренобль.
Код INSEE коммуны — 38436. Население коммуны на 2012 год составляло 2216 человек. Населённый пункт находится на высоте от 293  до 2047  метров над уровнем моря. Муниципалитет расположен на расстоянии около 490 км юго-восточнее Парижа, 100 км юго-восточнее Лиона, 15 км юго-западнее Гренобля. Мэр коммуны — David Richard, мандат действует на протяжении 2008—2014 гг.
Динамика населения (INSEE):